# Sechellophryne pipilodryas
Sechellophryne pipilodryas – gatunek płaza bezogonowego z rodziny seszelkowatych (Sooglossidae). Endemit Seszeli, krytycznie zagrożony wyginięciem.

## Występowanie
Jest endemitem Seszeli zamieszkującym wyłącznie wyspę Silhouette. Preferuje lasy palmowe na wysokości od 125 do 600 m n.p.m.

## Charakterystyka

### Wygląd
Osiąga około 9–16,5 mm, przy czym samice są nieco większe od samców. Ma szpiczastą i płaską głowę. Na grzbiecie mają gęsto rozmieszczone, czarne kropki ułożone w kształt litery „V”. Cały grzbiet jest brązowy lub w odcieniach szarości. Większość osobników ma czarny pasek na boku, jednak niektóre mają białą linię. 

### Styl życia
Wydaje charakterystyczny okrzyk w postaci sześciu pisków, każdy z nich trwa około 0,1 s.